# Найголовніший горобець
«Найголовніший горобець» (рос. Самый главный воробей) — анімаційний фільм 1977 року Творчого об'єднання художньої мультиплікації студії Київнаукфільм, режисер — Володимир Дахно.

## Сюжет
Екранізація казки Юхима Чеповецького. Песик Бобик, чекаючи на літак літака, яким він має вирішити зі своїм господарем, хлопчиком Валериком, до бабусі, зустрічає Найголовнішого Горобця, який знайомить Бобика з життям летовища…

## Над мультфільмом працювали
- Режисер: Володимир Дахно
- Автор сценарію: Юхим Чеповецький
- Композитор:
- Художник-постановник: Едуард Кірич
- Оператор: Анатолій Гаврилов
- Звукорежисер: